# Gunung Pelawan
Gunung Pelawan is een bestuurslaag in het regentschap Bangka van de provincie Bangka-Belitung, Indonesië. Gunung Pelawan telt 2955 inwoners (volkstelling 2010).